# Taller Escola Sant Miquel
El Taller Escola Sant Miquel és una obra de Sant Feliu de Llobregat (Baix Llobregat) protegida com a Bé Cultural d'Interès Local.

## Descripció
Edifici aïllat de notables dimensions, amb façanes ordenades. De la façana principal sobresurt una torre acabada en merlets i dues petits torrasses, una de planta rectangular coberta amb teula àrab a quatre vessants, i l'altra de planta circular coberta amb cornisa. De la façana destaquen el ràfec i les garlandes esgrafiades sobre els buits.